# Ольцхайм
Ольцхайм (нем. Olzheim) — община в Германии, в земле Рейнланд-Пфальц. 
Входит в состав района Айфель-Битбург-Прюм. Подчиняется управлению Прюм.  Население составляет 539 человек (на 31 декабря 2010 года). Занимает площадь 16,22 км².